# Cierva Autogiro Company
A Cierva Autogiro Company foi uma empresa britânica estabelecida em 1926 para desenvolver o autogiro.
A empresa foi criada para aprimorar os projetos de Juan de la Cierva, um piloto e engenheiro espanhol, com o financiamento de James George Weir, um aviador e industrialista escocês.

## História
O primeiro autogiro de Cierva produzido na Inglaterra foi o C.8. Este e alguns outros projetos foram construídos em parceria com a Avro. O Cierva C.30 construído antes da Segunda Guerra Mundial provou ser popular. Cerca de 150 foram construídos no Reino Unido (pela Avro), na Alemanha (pela Focke-Wulf), e na França (por Lioré-et-Olivier).
Em 1936, Cierva foi morto no acidente do voo 1936 da KLM, quando a aeronave em que era passageiro se acidentou após decolar em condições de nevoeiro. De 1936 a 1939 James Allan Jamieson Bennett foi o Diretor Técnico da companhia. O Dr. Bennett continuou com a intenção de Cierva de oferecer à Marinha Real Britânica um giródino, que Cierva argumentava ser mais simples, mais confiável e mais eficiente que o proposto helicóptero. O projeto de Bennett, o C.41, foi oferecido ao Air Ministry, mas o trabalho preliminar foi abandonado com o início da Segunda Guerra Mundial. Bennett se juntou à Fairey Aviation em 1945, onde liderou o desenvolvimento do Fairey FB-1 Gyrodyne.
Em 1943 o Departamento Aeronáutico da G & J Weir Ltd. foi reconstituída como Cierva Autogiro Company para desenvolver projetos de helicópteros para o Air Ministry. O Cierva Air Horse desenvolvido após a guerra foi à época (1948) o maior helicóptero do mundo. 
O primeiro protótipo do Air Horse se acidentou matando Henry Alan Marsh, gerente e piloto chefe de testes da Cierva, John "Jeep" Cable, o piloto de testes de helicóptero do Ministry of Supply e J. K. Unsworth, Engenheiro de voo. Isto levou a Weir cessar os investimentos na companhia e seus contratos de desenvolvimento foram transferidos para a Saunders-Roe.

## Aeronaves
- Cierva C.1
- Cierva C.2
- Cierva C.3
- Cierva C.4
- Cierva C.5
- Cierva C.6

### Aeronaves produzidas na Inglaterra
- Cierva C.8
- Cierva C.9
- Cierva C.10
- Cierva C.12 (primeiro voo em 1929) - primeiro autogiro com flutuadores
- Cierva C.14
- Cierva C.17
- Cierva C.19
- Cierva C.20 Versão do C.19 produzida sob licença pela Focke-Wulf
- Cierva C.21 Versão do C.19 produzida sob licença pela Lioré et Olivier (não chegou a ser construído)
- Cierva C.24
- Cierva C.25
- Cierva C.29
- Cierva C.30A
- Cierva C.33
- Cierva C.38
- Cierva C.40
- Cierva W.5 (primeiro voo em 1938) - helicóptero de dois rotores e dois assentos com estrutura de madeira; o motor era de 4 cilindros refrigerado a ar e desenvolvia 50 hp
- Cierva W.6 (primeiro voo em 1939) - helicóptero de dois rotores, motor de Havilland Gipsy com 200 hp e estrutura de metal
- Cierva W.9 (primeiro voo em 1945) - helicóptero experimental, utilizava a exaustão de ar para controle de torque e diração, um construído
- Cierva W.11 Air Horse (primeiro voo em 1948) - helicóptero de transporte pesado, baseado no W.6, dois construídos
- Cierva CR Twin
- Cierva W.14 Skeeter (primeiro voo em 1948) - a partir de 1951 tornou-se o Saunders-Roe Skeeter